# Marcel Duchamp

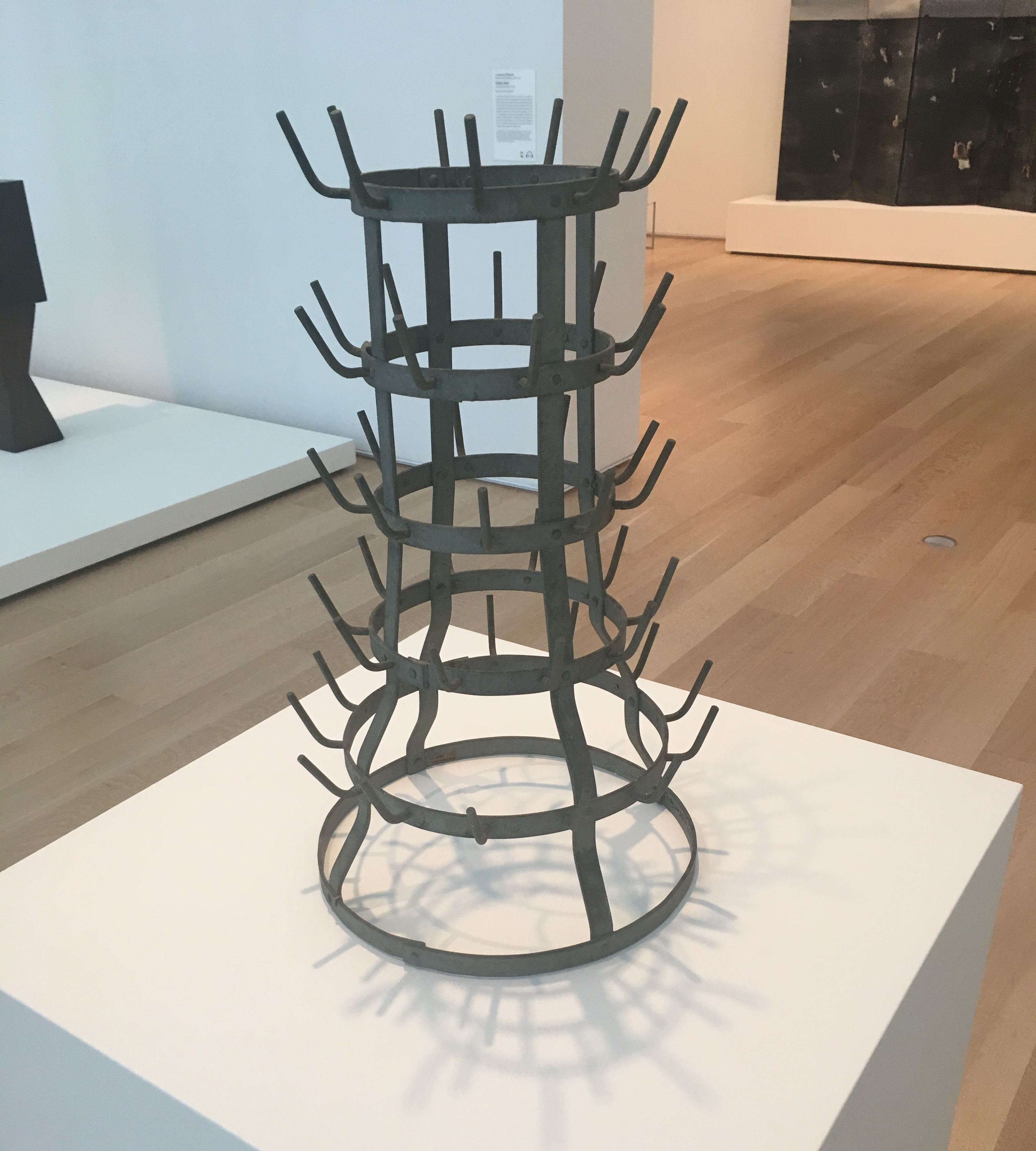
Replika Suszarki do butelek (1914), Art Institute of Chicago

Marcel Duchamp, właśc. Henri-Robert-Marcel Duchamp (wymowa fr. [maʁˈsɛl dyˈʃɑ̃], ur. 28 lipca 1887 w Blainville-Crevon, zm. 2 października 1968 w Neuilly-sur-Seine) – francuski malarz, rzeźbiarz, twórca filmowy i szachista, kojarzony z nurtami kubizmu, dada i sztuki konceptualnej.

## Życiorys
Marcel Duchamp pochodził z rodziny artystów: był bratem rzeźbiarza Raymonda Duchamp-Villona (1876–1918), malarza fowisty, rysownika i grawera Jacques’a Villona (Gaston Duchamp) (1875–1963) i malarki Suzanne Duchamp (1889–1963), żony malarza Jeana Crottiego.
Studiował na Académie Julian do roku 1905. Po raz pierwszy wystawiał swoje dzieła w 1909 na Salonie Niezależnych i Salonie Jesiennym w Paryżu. Początkowo obracał się w kręgu fowistów, nawiązywał też do Cézanne’a (Portret ojca artysty, 1910), symbolizmu (Portret doktora Dumouchel, 1910), kubizmu (Portret szachistów, 1911), działał, wraz z, m.in. Francisem Picabią, w grupie Section d’Or (Złoty podział), inspirowanej twórczością Picassa i Braque’a. Repertuar kubistycznych środków wzbogacał o zagadnienia prezentacji ruchu na obrazie, jak w Ivonne i Madelaine rozerwane na strzępy, 1911 i Akt schodzący po schodach nr 2 (Nu descendant un escalier No. 2, 1912). Ten ostatni, prezentowany na wystawie Armory Show w Nowym Jorku w 1913, wzbudził wielkie zainteresowanie, czyniąc z Duchampa uznanego malarza.
W tym samym roku Marcel Duchamp porzucił tradycyjny warsztat artystyczny malarza. Swoimi działaniami wyprzedził rozwinięcie się ruchu dadaistycznego w Zurychu (1916). Stworzył termin ready-made, oznaczający użycie „przedmiotu gotowego” jako dzieła sztuki. Pierwszą tego typu pracą było zaginione Koło rowerowe z 1913 roku, chociaż w tym czasie autor nie wymyślił jeszcze koncepcji ready-made. Było to koło rowerowe wraz z widelcem przymocowane do stołka. Fontanna z 1917 roku jest jednym z najsłynniejszych ready-made. Pisuar z inskrypcją: R. Mutt 1917, ustawiony w galerii sztuki jak rzeźba, stał się wyrazem buntu wobec konwencjonalnego postrzegania sztuki. Choć praca jest powszechnie przypisywana Duchampowi, z czasem zaczęto podważać jego autorstwo. John Higgs zauważył, że w liście do swej siostry z 1917 Duchamp wyznał, iż podpisaną rzeźbę przedtem podarowała mu mieszkająca w Filadelfii baronowa niemieckiego pochodzenia, Elsa von Freytag-Loringhoven, uznana pośmiertnie za jedną z pionierek amerykańskiego dadaizmu. Podpis R. Mutt po niemiecku brzmi jak Armut, ubóstwo – w tym przypadku ubóstwo intelektualne kuratorów wystawy, którzy z niesmakiem przyjęli pracę.
W 1919 Duchamp stworzył L.H.O.O.Q., reprodukcję Mony Lisy z dorysowanymi wąsami i bródką (pierwsza w 1919). Od początku lat 20. Duchamp pracował w Stanach Zjednoczonych. W 1923 powstała Panna młoda rozebrana przez swych kawalerów, jednak (Mariée mise à nu par ses célibataires, même) tzw. Wielka szyba. – tworzone od 1915 na wielkiej tafli szkła „antyarcydzieło” o niejasnym znaczeniu. Po jego zakończeniu Duchamp demonstracyjnie porzucił sztukę dla gry w szachy (jednak nie na zawsze).
W Nowym Jorku Duchamp współpracował z Francisem Picabią i Manem Rayem, tworzył pisma 291, The Blind Man, Rongwrong. Zajmował się w tym okresie rzeźbą. Był też autorem dwuznacznej postaci Rrose Sélavy, istoty która po raz pierwszy pojawiła się we Fre(n)sh Wi(n)dow, czyli oknie na sposób francuski, przy czym bawił się tu angielskim znaczeniem fresh widow (świeża wdowa). Sélavy jest homonimem C’est la vie (takie jest życie). Pod tym pseudonimem Duchamp wydał zbiór aforyzmów i przebrany za kobietę pozował do zdjęć Mana Raya. Duchamp stworzył też całą serię nowych powiedzonek typu „gra półsłówek”, ciesząc się z ich nieprzyzwoitego wydźwięku i bawiąc aliteracją.
Od połowy lat 30. współpracował z surrealistami, uczestnicząc w ich wystawach. W 1942, podczas okupacji Paryża przez Niemców, osiadł na stałe w Nowym Jorku, a trzynaście lat później otrzymał amerykańskie obywatelstwo.
Sztuka drugiej połowy ubiegłego stulecia, pop-art, happening i konceptualizm nawiązują do twórczości Duchampa, który w roku 1953 stał się Satrapą w Kolegium Patafizyki.
Na jego grobie w Rouen jest wygrawerowane epitafium: „Poza tym (zresztą) to zawsze inni umierają”.

## Twórczość

### Wczesny okres twórczości
Wczesne prace Duchampa były głównie postimpresjonistyczne. Eksperymentował z klasycznymi technikami oraz tematami takimi jak kubizm oraz fowizm. Zapytany kiedyś o inspiracje, które w tamtym momencie były dla niego znaczące, Duchamp wskazywał prace symbolisty Odilona Redon, którego podejście do sztuki nie było pozornie antyakademickie, lecz całkiem indywidualne.
Studiował sztukę na Académie Julian od 1904 do 1905 r., lecz wolał grać w bilard, niż uczęszczać na lekcje. W tym czasie Duchamp rysował i sprzedawał kreskówki, które odzwierciedlały jego sprośne poczucie humoru. Mnóstwo jego rysunków wykorzystywało wizualne lub werbalne kalambury. Takie gry słowne oraz operowanie symbolami wpłynęło na jego wyobraźnię do końca jego życia.
W 1905 r. rozpoczął przymusową służbę wojskową, pracując dla drukarza w Rouen. Nauczył się tam zasad typografii oraz zasad drukowania, które to umiejętności wykorzystał w swojej późniejszej twórczości.
Dzięki członkostwu jego starszego brata Jacques’a w prestiżowej szkole Académie royale de peinture et de sculpture (Królewska Akademia Malarstwa i Rzeźby prace Duchampa były wystawione w 1908 r. w Salon d’Automne (Salon Jesienny). Tego samego roku wystawiał również w Salon des Indépendants (Salon Niezależnych). Krytyk Guillaume Apollinaire (późniejszy jego przyjaciel) nazwał jego prace „bardzo brzydkimi golasami Duchampa” („Duchamp’s very ugly nudes”). Francis Picabia został dozgonnym przyjacielem Duchampa. Spotkali się w 1911 r. w Salonie Jesiennym. Picabia wprowadził go w świat szybkich samochodów i życia na szczycie.
W 1911 r., w domu brata artysty Jazques’a w Puteaux, bracia przewodniczyli regularnej dyskusji z grupą pozostałych artystów i pisarzy m.in.: Francis Picabia, Robert Delaunay, Fernand Léger, Roger de la Fresnaye, Albert Gleizes, Jean Metzinger, Juan Gris i Alexander Archipenko. Grupa była nazywana Grupą Puteaux, a prace artystów nazywano orficznym kubizmem (Orphic cubism). Niezainteresowany powagą kubizmu oraz jego skupianiu się na sferze wizualnej, Duchamp nie brał udziału w dyskusjach na temat teorii kubizmu, za co otrzymał reputację nieśmiałego. Pomimo to, tego samego roku malując w stylu kubistycznym, oddał wrażenie ruchu poprzez powielanie jednego obrazu.
W tym czasie fascynacja Duchampa zmianami, transformacją i ruchem przemieniły się w manifest i jak wielu ówczesnych artystów, był zaintrygowany pojęciem „Czwartego wymiaru” w sztuce.
Jego prace z tamtego okresu – obrazy „maszyn”, Młynek do kawy (Moulin à café) (1911 r.) sprezentował swojemu bratu Raymondowi Duchamp-Villon. Podobny mechanizm do mielenia co w Młynku do kawy, odnajdujemy w Wielkiej Szybie, która powstała kilka lat później.
W Portrecie szachistów (Portrait de joueurs d’echecs) (1911 r.) występuje kubistyczny zbieg kadrów oraz multiplikacja perspektyw braci grających w szachy. Dodatkowym elementem przedstawienia jest, niemożliwy do ujrzenia w rzeczywistości wysiłek umysłowy graczy. (Francuskie słowo „échec” oznacza porażkę).

### Eksperymenty muzyczne
Pierwsze idee Duchampa rewolucjonizujące pojęcie sztuki dotyczyły muzyki, a pochodziły z lat 1912–1915. Około 1913 roku nadał status dzieła sztuki strojeniu fortepianu, w następujący sposób projektujący utwór-wydarzenie muzyczne pt. „Stroiciel”:
Niech ktoś stroi fortepian na scenie/ EEEEEEEE / EEEE / albo (…)/ niech stroi je na scenie w ciemności./ Rób to mechanicznie i unikaj/ jakiejkolwiek muzyczności. Idea ta, wykorzystująca faktyczną pracę stroiciela, wyprzedzała koncept ready-made w sztukach wizualnych.
Z tego okresu zachowały się trzy utwory, w tym Erratum Musical na trzy głosy (opublikowane w 1934). Niedokończony pozostał utwór na instrument mechaniczny La Mariée mise à nu par ses célibataires même. Erratum Musical.
Eksperymenty Duchampa z zastosowaniem przypadku w muzyce wyprzedziły Music of Changes (1951) Johna Cage’a, uważane za początek aleatoryzmu w muzyce. Duchamp został jednym z mentorów Cage’a.
W 1968 Duchamp wziął udział wraz z Cage’em w niekonwencjonalnym koncercie zatytułowanym Reunion. Grali w szachy na planszy, której pola podłączone były do wielokanałowego systemu odtwarzającego dźwięki z taśmy przez cały czas trwania meczu-koncertu. Ruchy figur otwierały lub zamykały poszczególne kanały. Podczas pięciogodzinnej gry dochodziło więc do coraz to innych, nieprzewidywalnych połączeń (‘reunion’) dwóch systemów dźwiękowych przypisanych obu graczom.
W 1984 roku Cage zrealizował i nagrał Sculpture musical, wymyśloną przez Duchampa ok. 1913 roku. Duchamp tak ją opisał: Dźwięki brzmiące i zanikające w różnych miejscach, tworzące brzmiącą, trwałą rzeźbę.

### Société Anonyme
Duchamp stworzył grupę Société Anonyme w 1920 r. razem z Katherine Sophie Dreier i Manem Rayem. Był to początek trwającego całe jego życie zaangażowania w handel sztuką oraz kolekcjonowanie sztuki. Grupa ta gromadziła dzieła sztuki współczesnej oraz aranżowała wystawy sztuki i wykłady w latach 20. i 30.
W tym czasie Walter Pach, jeden z koordynatorów Armory Show (1913 r.) korzystał z rad Duchampa na temat sztuki współczesnej. Rozpoczynając z Société Anonyme Dreier, polegała w dużej mierze na radach Duchampa związanych z organizacją jej dzieł, a Arensberg również zasięgał jego rad. Peggy Guggenheim, dyrekcja Muzeum Sztuki Współczesnej oraz James Johnson Sweeney konsultowali z Duchampem swoje wystawy oraz wystąpienia.

### Dada

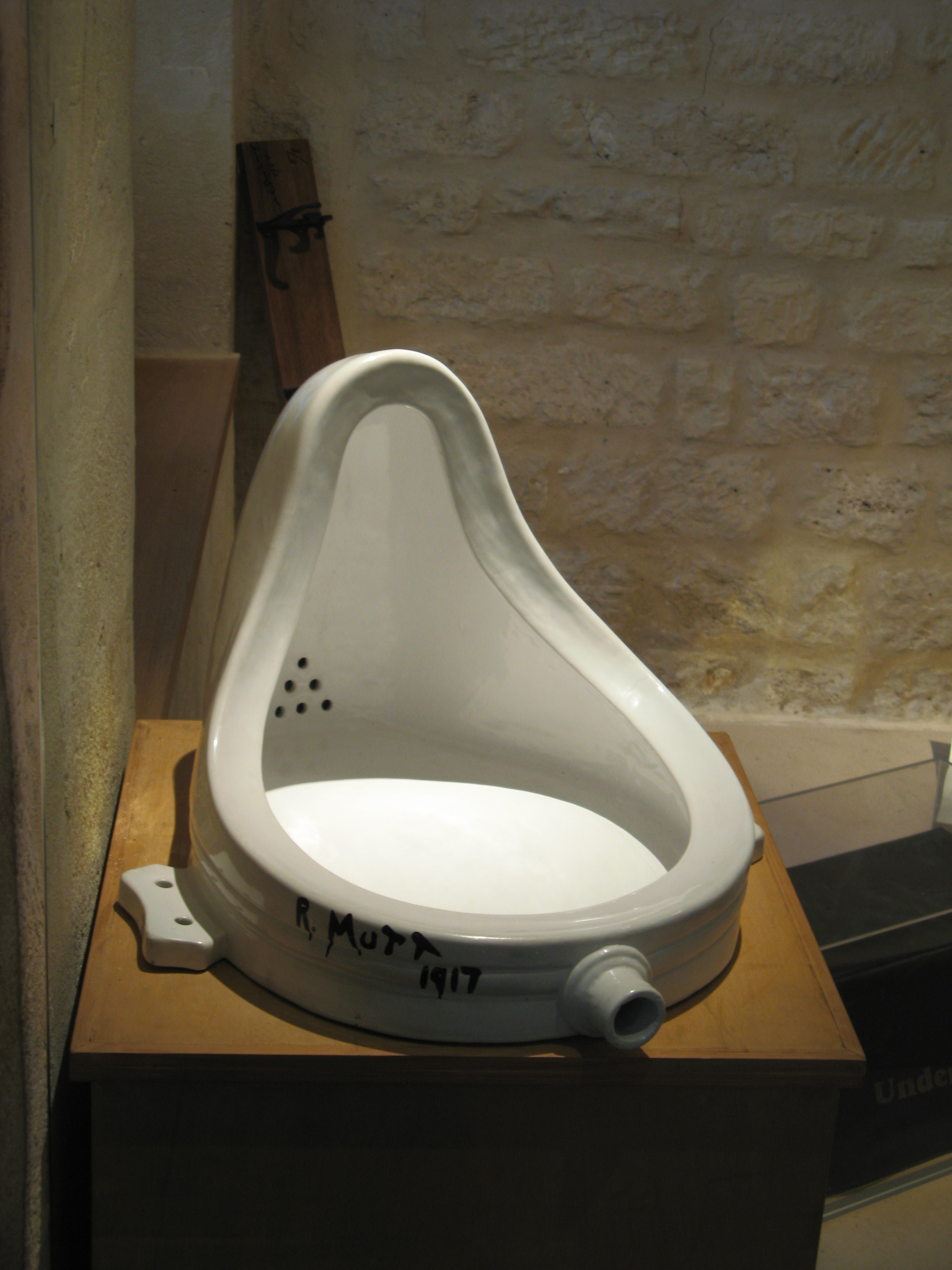
Replika Fontanny, Musee Maillol, Paryż

Oficjalnie dada do Stanów przywiózł przyjaciel Duchampa Picabia, który utrzymywał stały kontakt z artystami w Zürichu – ojczyźnie dadaizmu. Sztuka ta trafiła na podatny grunt w środowisku skupionym wokół domu Arensbergów w Greenwich Village, gdzie z racji zażyłych stosunków Duchamp był również częstym gościem. Chociaż Duchamp przyjaźnił się z większością artystów dada, widział kilka z ich wystąpień jeszcze w Europie, nigdy oficjalnie się do grupy nie przyłączył. Bardziej inspirujące i kierujące w stronę dada były dla niego teksty Alfreda Jarry’ego oraz sztuka Impressions d'Afrique Raymonda Roussela. W pracach ready-made, tekstach Rrose Selavy czy ogólnej postawie artystycznej można odnaleźć duchampowską wersję dada. Duchamp swoimi pomysłami i humorem wspierał nowojorskie działalności, które konkurencyjnie rozwijały się wraz z jego ready-made i Wielką Szybą. Pracowali wspólnie również nad pomysłem „sztuki znalezionej” (ang. Found art). Duchamp miał okazję wykonywać ilustracje oraz katalogi dla wydarzeń dadaistów.
Najbardziej prestiżowym przykładem korelacji Duchampa z Dada było jego dzieło Fontanna, czyli pisuar, zaprezentowane na wystawie Społeczeństwa Zjednoczonych Artystów (ang. Society of Independent Artists) w 1917 r. Prace wystawione na tej wystawie nie były wybierane przez jury, więc wszystkie dzieła zostały zaprezentowane. Fontanna została przysłana przez Duchampa pod pseudonimem Richard Mutt. Mimo wpisowej wpłaty (6 dolarów) komisja wystawowa zakwestionowała fakt, że Fontanna nie jest dziełem sztuki, i usunęła je z wystawy, jako kpina z idei demokracji. Duchamp jako jeden z dyrektorów wystawy głosował za pokazaniem wszystkich nadesłanych prac. Po przegranym głosowaniu zrezygnował ze stanowiska nigdy się nie przyznając do autorstwa Fontanny.
Wspólnie z Henri-Pierre Roche i Beatrice Wood, Duchamp publikował magazyn pozostający w duchu Dada w Nowym Jorku, zatytułowany The Blind Man, dotyczący sztuki, literatury, humoru oraz zawierający komentarze.

### Ready Mades
„Readymade” były to znalezione przedmioty wybrane przez Duchampa i przedstawione w charakterze sztuki. Pierwszym tego typu przedmiotem było Koło Rowerowe – odwrócone koło rowerowe na stołku, które Duchamp przedstawił w 1913 r. Mimo wszystko nie użył terminu Readymade do roku 1915.
Suszarka do butelek (1914 r.) – stojak do suszenia butelek podpisany przez Duchampa jest uznawany za pierwszy „prawdziwy” readymade. Szufla do Śniegu (1915 r.), powstała niedługo później. Jego Fontanna – pisuar podpisany pseudonimem „R. Mutt”, zaszokował świat sztuki w 1917 r. Fontanna została wybrana w 2004 r. jako „najbardziej wpływowe dzieło sztuki XX wieku” przez 500 znanych artystów i historyków.
W 1919 Duchamp sparodiował Monę Lisę poprzez dorysowanie na płótnie wąsika i bródki. Pod całością umieścił napis: L.H.O.O.Q., jako zabawę fonetyczną, która przeczytana szybko po francusku brzmi „Elle a chaud au cul”. Można to przetłumaczyć jako „Ona ma gorącą dupę”, co znaczyłoby, że kobieta na obrazie jest w stanie uniesienia seksualnego i dostępności.

### Wielka Szyba
Duchamp bardzo ostrożnie tworzył swoje arcydzieło Panna młoda rozebrana przez swoich zalotników (Wielka szyba), pracując nad nim od 1915 do 1923 z wyjątkiem okresów, kiedy przebywał w Buenos Aires. W pracach łączył wyniki przypadkowych czynności, studiów perspektywicznych oraz mistrzowskie, techniczne wykonanie. Jego notatki do tej pracy, przemyślenia dotyczące jej unikatowych zasad fizyki i mitologiczny opis pracy opublikował jako The Green Box. Rozpoczął je od słów: „niesamowity obrazek” powstał, by oddać nieobliczalne spotkanie panny młodej z jej dziewięcioma kawalerami. Przed 1969 r., kiedy w Muzeum Sztuki w Filadelfii przedstawiono pracę Duchampa Etant donnés, w tym samym czasie Wielka Szyba była uznawana za jego największe dzieło.

### Rrose Sélavy

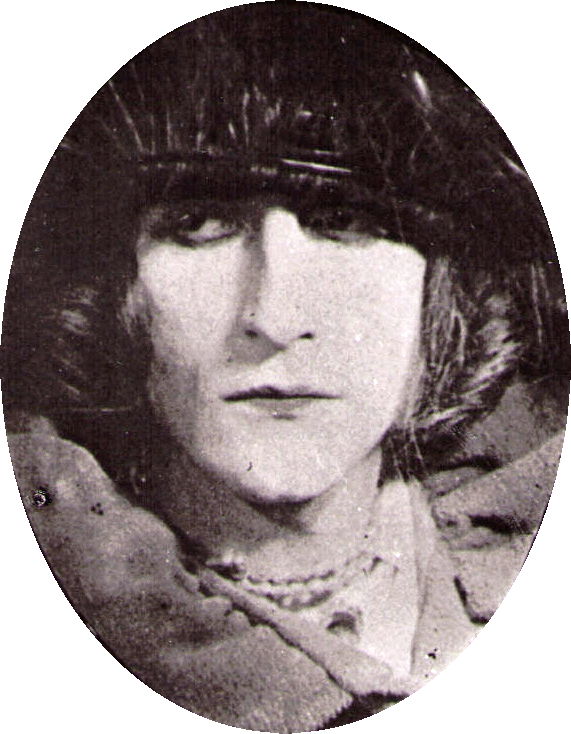
Rrose Sélavy (Marcel Duchamp)
autor fotografii: Man Ray

Rrose Sélavy również wymawiane jako Rose Sélavy, było jednym z pseudonimów Duchampa. Imię, to kalambur brzmiący jak francuski zwrot „Eros, C’est la vie”, który przetłumaczony znaczy „Eros, samo życie”.
Sélavy pojawiła się w 1921 r. w serii zdjęć Mana Raya przedstawiających Duchampa przebranego za kobietę. Współpraca Man Raya i Duchampa przyniosła więcej zdjęć Sélavy w latach 20. Duchamp podpisywał również tym imieniem kilka swoich późniejszych prac, m.in. rzeźbę, Why not Sneeze Rrose Sélavy? Rzeźba, rodzaj readymade’u nazywany asamblażem, zawierał termometr, kilka tuzinów małych, marmurowych brył przypominających kostki cukru, a wszystko to mieściło się w klatce dla ptaków.

## Szachy i ich odniesienia w twórczości
Marcel Duchamp był entuzjastą szachów, poznając tajniki tej gry w domu rodzinnym. W najbardziej aktywnym pod względem sportowym okresie swojego życia (lata 1922–1933) uczestniczył w wielu turniejach krajowych i międzynarodowych, osiągając liczne sukcesy, m.in. III m. w Brukseli (1923), I m. w Rouen (1924), dz. I m. w Hyeres (1928) oraz dz. I m. w Nicei (1928). W 1925 r. francuska federacja szachowa przyznała mu tytuł mistrza. W 1932 r. pokonał Jewgienija Znosko-Borowskiego w meczu rozegranym w Paryżu. Wielokrotnie startował w finałach indywidualnych mistrzostw Francji (najlepszy wynik: La Baule-Escoublac 1932 – IV miejsce). Pomiędzy 1928 a 1933 r. był również czterokrotnym uczestnikiem szachowych olimpiad, na których zdobył 15 pkt. w 52 partiach.
W kolejnych latach nie uczestniczył już w poważniejszych turniejach, zajmując się rozgrywkami korespondencyjnymi. W latach 1935–1939 reprezentował Francję na pierwszej olimpiadzie szachowej w grze korespondencyjnej, będąc kapitanem drużyny i uzyskując najlepszy indywidualny wynik z zespole (9 pkt. w 11 partiach). W 1948 r. odniósł jeden z ostatnich szachowych sukcesów, zwyciężając w klubowym turnieju w Nowym Jorku.
Poza grą w turniejach wiele czasu poświęcał na studia i analizy teoretyczne. Rezultatem tych prac była wydana w 1932 r. wspólnie z Vitalim Halberstadtem książka L’opposition et les cases conjuguées sont réconciliées (Opozycja i pola sprzężone), z okładką własnego projektu. Wydawnictwo to traktowało o końcówkach typu króle i piony. Był tłumaczem (na język francuski) książki Jewgienija Znosko-Borowskiego Comment il faut commencer une partie d’echecs (1933), prowadził także rubrykę szachową w dzienniku „Ce Soir” (1937).
W swojej twórczości plastycznej niejednokrotnie nawiązywał do szachów. Do obrazów poruszających tę tematykę należały m.in. Partia szachów (1910, wym. 114 × 116 cm – w stylu realistyczno-impresyjnym), Szachiści (1911, wym. 50 × 61 cm – w stylu kubistycznym) oraz Król i Królowa przeszyci w locie przez akty (1912, wym. 114 × 128 cm – studium ruchu z motywem figur szachowych), jak również liczne szkice i warianty. Spośród jego kompozycji przedmiotowych (ang. ready-made) do szachów nawiązywały m.in. szachy kieszonkowe (1943) oraz odlew w brązie własnej twarzy i ręki nad marmurową szachownicą (1967).
Jego fascynacja szachami była również kilkakrotnie zaakcentowana w twórczości jego przyjaciół, m.in. w 1924 r. wystąpił w awangardowym filmie René Claira Entr’acte, w którym zagrał w szachy z Manem Rayem. Współpracował przy tworzeniu surrealistycznego szachowego filmu Hansa Richtera 8 × 8, występując zarazem w jednym z epizodów (1957). Był także współautorem (wspólnie z kompozytorem Johnem Cage’em) koncertu Reunion (Toronto, 1968).
Powszechnie znane były poglądy Marcela Duchampa, uznające szachy za domenę sztuki, a szachistów – za artystów. O nim powiedział André Breton (poeta i teoretyk surrealizmu), że we wszystkim co czyni, rozgrywa „swą wieczną partię szachów”.
W 1963 r. ukazało się zdjęcie autorstwa Juliana Wassera, przedstawiające Marcela Duchampa grającego w szachy z nagą kobietą (Eve Babitz). Niemalże pół wieku później stało się ono inspiracją dla krótkiego filmu reklamującego książkę Marcel Duchamp: The Art of Chess (autorstwa Francisa M.Naumanna, Bradleya Baileya oraz Jennifer Shahade), w którym amerykańska arcymistrzyni rozgrywa partię z nagim mężczyzną.

## Spuścizna
Mimo upływu ponad 50 lat od śmierci Duchampa, jego postać i wpływ na sztukę współczesną uważane są za kontrowersyjne. Można łatwo stwierdzić, że poprzez głównie zaakceptowanie ready-mades wszystko w sztuce obecnie uchodzi. Popularne wciąż są opinie, że sztukę tworzyć jest łatwo. Winne temu jest powierzchowne postrzeganie sztuki, jako np. wyrażanie samego siebie przez artystę, terapię albo protest społeczny, czy działalność w jakimkolwiek innym celu. Duchamp zaproponował sztukę jako swobodne działanie ścisłego i otwartego na przygodę umysłu, dając tym samym podwaliny pod zarzuty dla tych, którzy do tej przygody nie są gotowi się włączyć. Dyskusja nad granicami i definicjami sztuki jest wciąż otwarta i wiele napisano o niej książek. Istotną pozycją jest Jeana Baudrillarda Spisek sztuki, w którym autor uznaje Duchampa oraz Andy’ego Warhola za ostatnich prawdziwych artystów jak i „zabójców” sztuki.
Skrajnym przykładem prowadzonych dyskusji na ten temat była praca malarska przedstawiająca okrutną, publiczną egzekucję na Duchampie przez trzech szukających rozgłosu artystów-autorów. W 1965 roku grupa młodych malarzy uznających destrukcyjny wpływ Duchampa na sztukę wystawiła w Galerie Creuze w Paryżu pracę zatytułowaną Vivre et laisser mourir, ou la fin tragique de Marcel Duchamp [Żyć i pozwolić umrzeć, lub tragiczny koniec Marcela Duchampa].
Marcel Duchamp był szczególnie w Stanach postacią poważaną w środowisku artystycznym. Często uczestniczył w pisaniu programów, organizowaniu wystaw czy tworzeniu kolekcji ważnych instytucji kultury. Miał też duży wpływ na artystów i teoretyków przyszłych pokoleń. Za twórców pozostających pod jego wpływem uznawani są m.in.: Man Ray, John Cage, Andy Warhol, Jasper Johns, Frank Stella, Robert Rauschenberg, Claes Oldenburg, Martial Raysse, Jean Tinguely, Arman, Pierre Restany, Merce Cunningham
W 2000 roku utworzono i wręczono pierwszą Nagrodę im. Marcela Duchampa dla młodych twórców sztuki współczesnej. Zwycięzca otrzymuje 35 000 funtów nagrody oraz 30 000 funtów przeznaczonych na realizację wystawy w Centre Georges Pompidou w Paryżu, która to instytucja jest fundatorem oraz organizatorem konkursu.